# Метрополитен Макао
Метрополитен Макао (кит. трад. 澳門輕軌系統, порт. Metro Ligeiro de Macau) — открытая 10 декабря 2019 года в Макао система лёгкого метро, призванная связать между собой несколько ключевых объектов, включая международный аэропорт. Метрополитен работает без непосредственного участия машинистов. На всех станциях установлены либо автоматические платформенные ворота, либо платформенные раздвижные двери.

## История

### Концепция
LRT был впервые предложен в 2002 году правительством Макао в качестве метода «решения проблем городского транспорта». В том же году правительство Макао поручило Гонконгской корпорации общественного транспорта (ныне MTR Corporation) провести предварительное исследование системы железнодорожного транспорта. Первоначальное предложение было представлено 19 февраля 2003 года и рекомендовало строительство надземного легкого метро в два этапа: первый этап простирается на 17 км с 15 станциями, идущими от Портас-ду-Черко и паромной переправы Внешней гавани, терминал в аэропорт Макао через строящийся тогда мост Сай Ван, а вторая очередь соединит аэропорт с контрольно-пропускным пунктом Котай и куполом Восточно-Азиатских игр. Система должна была обслуживать туристов, ожидая, что они будут принимать 43 000 пассажиров в день. Линия должна была быть открыта в 2006 году.
Первоначальное предложение LRT подверглось критике со стороны общественности за то, что оно не могло удовлетворить потребности жителей Макао, закрывало важные виды на город, а также за его нерентабельность.15 апреля 2003 года Секретарь транспорта и общественных работ Ау Ман Лонг решил приостановить планы LRT, сославшись на экономический спад, вызванный вспышкой тяжелого острого респираторного синдрома в то время.
Второе технико-экономическое обоснование было проведено в 2005 году компанией Mass Transit Railway Corporation с анализом возможных маршрутов LRT. Во втором исследовании рекомендовалась смешанная подземная и надземная система с тремя отдельными линиями: одна линия проходящая на полуострове, одна линия Макао-Тайпа и одна линия до аэропорта. В октябре 2006 года правительство Макао опубликовало отчет «Подробная исследовательская программа для MLRT», в котором изложен маршрут для LRT, аналогичный сегодняшней линии первого этапа. В отчете рекомендовалось поднять всю линию LRT до фазы 1 по бюджетным причинам, и предлагалась только одна линия протяженностью 22 км с 26 станциями. Правительство Макао, рассмотрев мнение общественности, призвало к строительству LRT в ноябре 2007 года после публикации своего отчета о программе оптимизации несколькими месяцами ранее. В отчете о программе оптимизации говорилось, что Mass Transit Railway Corporation вместе с международным консорциумом должна получить задание построить LRT.

### Строительство
В октябре 2009 года правительство Макао объявило о строительстве LRT с целью ввести метро в эксплуатацию к 2013 году. В план было внесено несколько изменений, в том числе сокращение количества станций до 21 и строительство части LRT проходит вдоль озера Нам Ван под землей или на поверхности. Однако из-за постоянных изменений маршрута метрополитена, а также обращения одной из компаний-участников конкурса сроки начала строительства неоднократно переносились, а существенные работы на строительстве не начинались до 2 февраля 2012 года.
В декабре 2010 года правительство объявило, что Mitsubishi Heavy Industries была выбрана для предоставления подвижного состава и системы для LRT с выигрышной ставкой в размере 4,68 миллиарда патак Макао. В марте 2011 года будет подписан контракт, который повлечет за собой заказ 55 комплектов двухвагонного подвижного состава, а также сопутствующих систем связи и операционных систем для повседневной эксплуатации метрополитена.
LRT улучшил транспортные возможности между полуостровом Макао, Тайпа и Котай и разгрузил дороги и мосты. Это первая система скоростного транспорта в Макао.
Основные строительные работы начались 21 февраля 2012 года на Тайпе, участок Тайпа был введен в эксплуатацию к 10 декабря 2019 года, а участок полуострова Макао должен был начать работу к началу 2020 года.
В январе 2018 года Секретарь транспорта и общественных работ Раймунду Арраиш ду Росарио заявил, что участок LRT в Макао не является «высшим приоритетом» и что приоритет будет отдан восточной линии, которая была официально представлена в тот же день.

### Пуск метрополитена
Линия Тайпа начала работу 10 декабря 2019 года и первоначально предлагала бесплатные поездки с момента открытия до 31 декабря, позже бесплатный проезд был продлен до 31 января 2020 года.
Система временно закрылась 19 октября 2021 года чтобы заменить все 124 км кабелей высокого напряжения

## Линии и станции

### Действующии линия
| Линия Тайпа | Океан англ. Ocean | Паромный терминал Тайпа англ. Taipa Ferry Terminal | 9.3 км | 11 | 10 декабря 2019 |

| Название станции                                   | Дата открытия   | Примечание                    | Фото |
| -------------------------------------------------- | --------------- | ----------------------------- | ---- |
| Барра англ. Barra                                  | не ранее 2023   |                               |      |
| Океан англ. Ocean                                  | 10 декабря 2019 |                               |      |
| Жокей-клуб англ. Jockey Club                       | 10 декабря 2019 |                               |      |
| Стадион англ. Stadium                              | 10 декабря 2019 |                               |      |
| Пай Кок англ. Pai Kok                              | 10 декабря 2019 |                               |      |
| Котай Запад англ. Cotai West                       | 10 декабря 2019 |                               |      |
| Пограничный пост Лотос англ. Lotus Checkpoint      | 10 декабря 2019 | переход на линию Хэнцинь      |      |
| Островная больница англ. Island Hospital           | планируется     | переход на линию Сек-Пай-Вань |      |
| Восточноазиатские игры англ. East Asian Games      | 10 декабря 2019 |                               |      |
| Котай Восток англ. Cotai East                      | 10 декабря 2019 |                               |      |
| МУСТ англ. MUST                                    | 10 декабря 2019 |                               |      |
| Аэропорт англ. Airport                             | 10 декабря 2019 |                               |      |
| Паромный терминал Тайпа англ. Taipa Ferry Terminal | 10 декабря 2019 | переход на Восточную линию    |      |

### Перспективы развития
| Название линии     | Конечные станции                                         | Конечные станции                                   | Длина сети | Число станций |
| ------------------ | -------------------------------------------------------- | -------------------------------------------------- | ---------- | ------------- |
| Линия Хэнцинь      | Контрольно-пропускной пункт Лотус англ. Lotus Checkpoint | Пограничный пост Хэнцинь англ. Hengqin Border Post | 2,2 км     | 2             |
| Линия Сек Пай Вань | Восточноазиатские игры англ. East Asian Games            | Сек Пай Вань англ. Seac Pai Van                    | 1,6 км     | 2             |
| Восточная линия    | Паромный терминал Тайпа англ. Taipa Ferry Terminal       | Портас-ду-Серку англ. Portas do Cerco              | 7,8 км     | 6             |